# Габи и ванземаљци
Габи и ванземљаци (енгл. Gabby Duran & the Unsittables) америчка је научнофантастичко-хумористичка телевизијска серија чији су творци Мајк Албер и Гејб Снајдер чија је премијера била 11. октобра 2019. године на каналу Disney Channel. Базирана на роману Габи и ванземаљци Елсе Ален и Дарил Конерс, главне улоге тумаче Кајли Кантрал, Максвел Ејси Донован, Калан Фарис, Коко Кристо, Валери Ортиц и Нејтан Лавџој.

## Радња
Након живота у сенци своје успешне мајке и паметне млађе сестре чак и након што су се преселили у Хевенсбург, Габи Дуран проналази свој тренутак да засија када добија посао од директора Свифта да чува непристојну групу ванземаљске деце која су се скривала на Земљи прерушена у људе. Габи сналажљиво и неустрашиво ступа у корак са изазовом да заштити децу и њихов тајни идентитет.